# Carabelle
Pour les articles homonymes, voir Caravelle.
Une carabelle (ou caravelle) est une cabane en pierre sèche sur la commune de Faugères dans le département de l'Hérault.

## Origine du mot
Le mot est la forme francisée et féminisée du terme occitan masculin caravèl désignant un creux. Il s'agit d'une appellation imagée.
L'existence des caravelles en pierre sèche a été signalée pour la première fois en 1978 par André Cablat.

## Aire d'extension
Le terme ne se rencontre qu'à Faugères dans l'Hérault mais la chose (la cabane de pierre sèche) est présente dans nombre de communes de ce département.
Près de 110 carabelles ont été recensées par l'association de défense et de sauvegarde du patrimoine des hauts cantons de l'Hérault.

## Fonction
Ces édifices, construits en pierre calcaire, servaient à leurs propriétaires agriculteurs à s'abriter, à ranger leurs outils ou à serrer leur récolte. Certaines ont une citerne intérieure.

## Mise en valeur
À ce jour, 16 carabelles ont été restaurées par les membres de l'association de défense et de sauvegarde du patrimoine des hauts cantons de l'Hérault,.
Faugères a son « chemin des carabelles » : huit cabanes à découvrir ainsi que le panorama des vestiges agricoles de pierre sèche sur le Mont Marcou.